# Juan López (general)
Juan Francisco López Aguirre (Gutiérrez) Militar hondureño, Presidente Interino de Honduras en 1855, mediante “Golpe de Estado” y presidente por depósito en 1867.

## Biografía
Sus padres fueron José Antonio López y Joaquina Aguirre.
Juan Francisco López Aguirre, nació en el año de 1810 en Intibucá en el Estado de Honduras y falleció en Tegucigalpa el 6 de mayo de 1882. 
Contrajo matrimonio en 1846 con Soledad de Jesús Gutiérrez Lozano hija del coronel José María Gutiérrez Osejo y María Margarita Josefa Lozano Lardizabal hija de una prominente familia tegucigalpense, de dicho matrimonio nacerían: 
- Antonio López Gutiérrez (1850-1922) casado que fue con Josefina Ulloa Morazán (1861-1960) nieta de Francisco Morazán.
- José Ángel López Gutiérrez (*1848),
- Rafael López Gutiérrez (1854-1924) Presidente de la República entre 1920 a 1924.
- Dolores Matilde López Gutiérrez (*1865), y
- Margarita López Gutiérrez (1859-1886).

## Ascenso al poder
En 1855 mientras gobernaba a Honduras el general José Trinidad Cabañas, hubo una invasión por parte de los ejércitos guatemaltecos a orden del general José Rafael Carrera Turcios, es por ello que Cabañas tuvo que dejar la presidencia y marchó a enfrentarse a los invasores al occidente del país. Carrera había dado el liderato de la invasión a Juan López, quien dotado de un buen número de hombres y munición cruzó la frontera, el 6 de julio de 1855, Cabañas fue derrotado en “Los Llanos de Santa Rosa, por lo que retrocedió hasta la ciudad de Gracias.

## Batalla de Gracias
El general José Trinidad Cabañas, lanzó una fuerte ofensiva contra las tropas invasoras del general Rafael Carrera Turcios, este optó por retirarse ya que tenía la batalla perdida, Pero hubo un mal movimiento del general Cabañas que creyó tener la victoria al ver a los invasores en fuga y ordenó no seguirlos; las fuerzas guatemaltecas se reagruparon y regresaron al combate venciendo al ejército hondureño. Acto seguido después de tomar rehenes se enfilaron a la ciudad de Gracias a causar vandalismo e incendios.
Más tarde en Siguatepeque, al general Mariano Álvarez, derrotó a José María Medina y por su parte el presidente general José Trinidad Cabañas se alistó para medirse con el grueso del ejército agresor y a su vez Cabañas esperaba las tropas de refuerzo que le llegarían al mando del general Eusebio Toro, lo que no sucedió.

## Batalla de Masaguara
El 6 de octubre de 1855, en la localidad de Masaguara, cercano al Valle de Jesús de Otoro (Intibucá), unas tropas cansadas del general José Trinidad Cabañas, se enfrentan a las del general Juan López, quien en una acción sorpresiva se lleva la victoria de su parte. Debido a la pérdida, el general Cabañas no tiene más remedio que refugiarse en El Salvador y de allí viaja hasta Nicaragua a solicitar ayuda al presidente nicaragüense Patricio Rivas quien no le brindó el apoyo requerido, ya que se encontraba bajo influencias de William Walker, sin más ánimo, Cabañas regresó a El Salvador para buscar medios suficientes para recuperar la presidencia.
Mientras tanto el victorioso general Juan López marchó a Comayagua a la cual tomo sin ninguna dificultad el 14 de octubre de 1855, a continuación mando llamar a José Santiago Bueso Soto quien era el vicepresidente de turno y le ordenó que tomara la presidencia sucesiva, la que hizo efectiva el 18 de octubre de 1855. El general Juan López por su parte mando organizar a la Asamblea Legislativa ya que Bueso Soto entregaría el cargo a corto plazo y el 8 de noviembre del mismo año, fue elegido el senador licenciado Francisco de Aguilar, por otra parte el general José Santos Guardiola al tener noticias de la caída del gobierno de José Trinidad Cabañas, se trasladó a Honduras y el 10 de noviembre arribo a Tegucigalpa, con el propósito de lanzar su candidatura por la presidencia por el Partido Conservador. Mientras por su parte el general Juan López se retiraba del ambiente político.

## Guerra Nacional de Nicaragua
El 18 de julio de 1856 los gobernantes de Guatemala, El Salvador y Honduras firman un "Tratado de Alianza" donde reconocen la presidencia de Patricio Rivas en Nicaragua para lo cual ofrecen su total apoyo para su liberación de la causa filibustera emprendida por William Walker; por consiguiente, conformaron un ejército para su liberación, entre los cuales el general Juan López era uno de los comandantes de la representación hondureña.
- Nombrado Presidente de la Asamblea Legislativa de 1866.

## Presidencia por depósito
En 1867 el presidente de Honduras, capitán general José María Medina Castejón, deposita la presidencia en uno de sus hombres y jefes militares de confianza, como lo es el general Juan López, para que ocupe la presidencia interinamente entre las fechas 27 de abril al 21 de noviembre de 1867.

## Otras campañas militares
El General Juan López junto al capitán general José María Medina Castejón "Medinon" y Juan Antonio Medina Orellana "Medinita" en 1865 aplastaron la Insurrección de Olancho y ejecutando a los cabecillas coroneles Manuel Barahona, Francisco Zavala y Bernabé Antúnez, en lo que se conoce como "El ahorcamiento de Olancho".
- El general Juan López fue nombrado Ministro de Guerra bajo designación de Ponciano Leiva quien se había levantado contra el gobierno de Céleo Arias en la ciudad de Choluteca el 23 de noviembre de 1873. Al cual derrocaron después de que las tropas rebeldes montaran un asedio de siete días a la capital Comayagua, hasta la caída de esta en 1874 en el Colegio Tridentino de Comayagua.
- Ministro de Hacienda en noviembre y diciembre de 1873.
- Ministro de Guerra entre 1873 a 1875, durante la administración de José María Medina.
- Juan López fue Ministro en la administración de Terencio Sierra.